# يوهانس بابتيستا فان آكر
يوهانس بابتيستا فان آكر هو رسام هولندي، ولد في 1 نوفمبر 1794 في بروج في بلجيكا، وتوفي في 15 يونيو 1863.